# Kinda

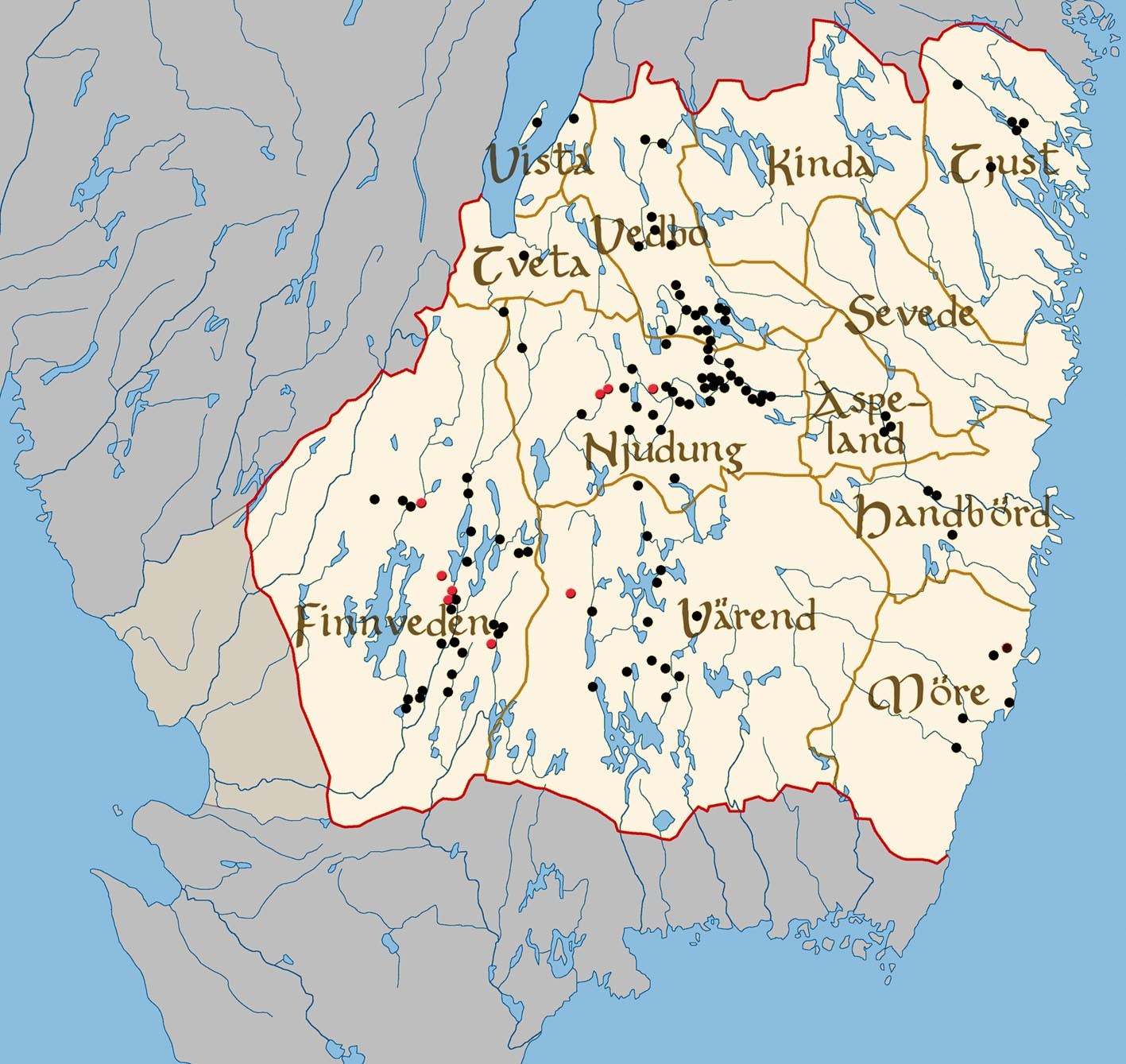
De olika bygderna i vikingatidens Småland. Röda och svarta punkter anger landskapets runstenar. Röda punkter visar på runstenar med texter om långväga färder.

Kinda räknades som en del av de små landen under medeltiden. Det omfattade Kinda härad och Ydre härad samt Malexanders socken i Göstrings härad, det vill säga dagens Kinda kommun, Ydre kommun, Malexanders distrikt i dagens Boxholms kommun och Vårdnäs distrikt i dagens Linköpings kommun, alla i Östergötlands län. Här stod flera av Dackefejdens största slag, bland annat då dackesidan besegrade kungasidans knektar medelst bröt[förklaring behövs].
Området blev kvar i Östgöta lagsaga när de övriga "små landen" 1559 utbröts och bildade Smålands lagsaga.
Ordet Kind återkommer i namnet på flera härader och trakter söder om Linköping (Bankekinds härad, Brokind, Hammarkinds härad) och lär vara besläktat med engelska kin, släkt, och kind, slag.